# Estación Gómez Carrillo
La Estación Gómez Carrillo, es una estación del servicio de Transmetro que opera en la Ciudad de Guatemala.
Está ubicada sobre la 5a. Avenida de la Zona 1 de la Ciudad de Guatemala a un costado del Parque Gómez Carrillo o anteriormente conocido como Parque Concordia, a una cuadra de la sede del Ministerio de Gobernación.
- Datos: Q21002813